# 이세계 미궁에서 하렘을

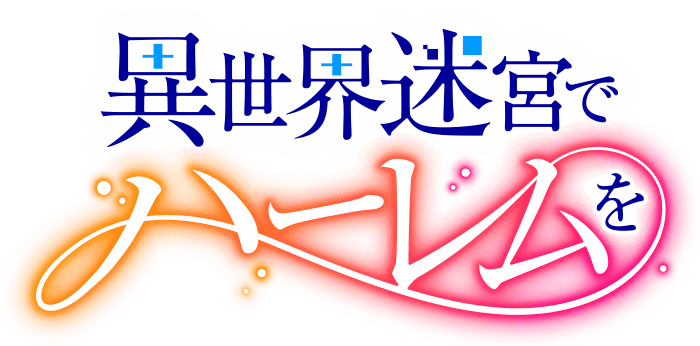

이세계 미궁에서 하렘을(異世界チート魔術師)는 소가노 사치가 원작한 일본의 라이트 노벨 소설 작품이다. 문고판은 히어로 문고(슈후노토모샤)에서 2012년 12월부터 간행되어, 일러스트는 시키도지. 당초는 소설 투고 사이트 「소설가가 되자」에서 『이세계 미궁에서 노예 하렘을』(異世界迷宮で奴隷ハーレムを)이라는 타이틀로 2011년 4월부터 투고되고 있었지만, 서적화 시에 변경되었다. 원작 제10권 발매 시점에서 시리즈 누계 발행 부수는 180만부를 돌파했다.

## 줄거리
평범한 고등학생이 전이한 곳은 치트에 하렘인 꿈의 세계. 수상한 웹 사이트에서 온라인게임의 캐릭터 메이크 같은 걸 하고 있자, 이세계에 전이해버린 고등학생 카가 미치오. 이곳은 캐릭터 메이크로 설정한 무기나 스킬 등이 실제로 사용할 수 있는 세계. 미치오는 획득한 스킬을 유효하게 사용해, 생산적으로 살아가기로 결의한다.
그리고, 지구에서는 볼 수도 없을 만큼의 아름다운 소녀, 록산느. 록산느를 손에 넣기 위한, 미치오의 활약이 시작된다.